# Affari di famiglia (programma televisivo)
Affari di famiglia (Pawn Stars) è un programma televisivo statunitense prodotto da Leftfield Pictures, trasmesso originariamente sul canale History dal 2009 e in Italia, dall'anno seguente, sulla corrispondente rete televisiva, mentre da settembre 2017 viene trasmesso su Blaze e in chiaro su Cielo.

## Il programma

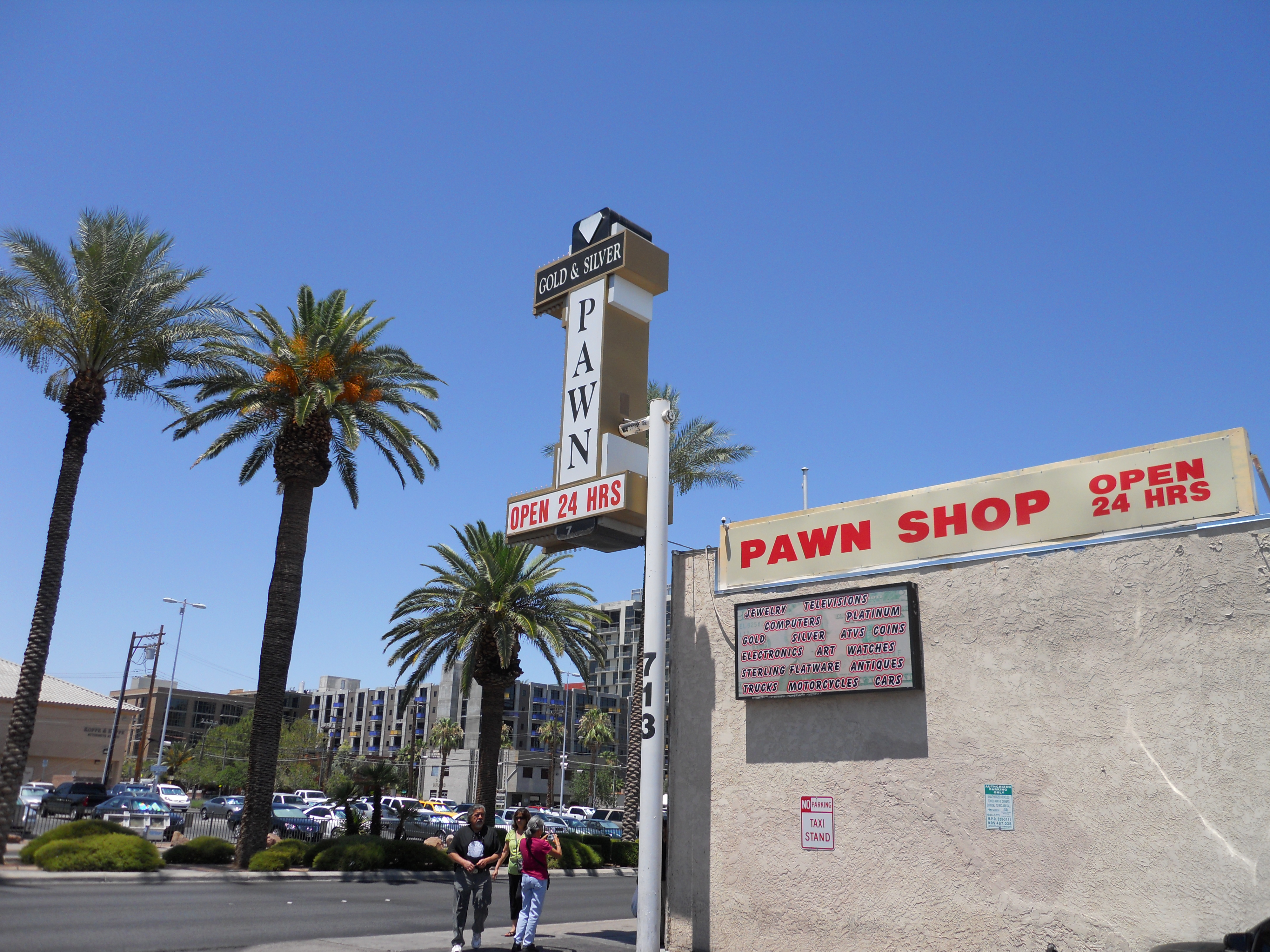
Il Gold & Silver Pawn Shop nel 2010.

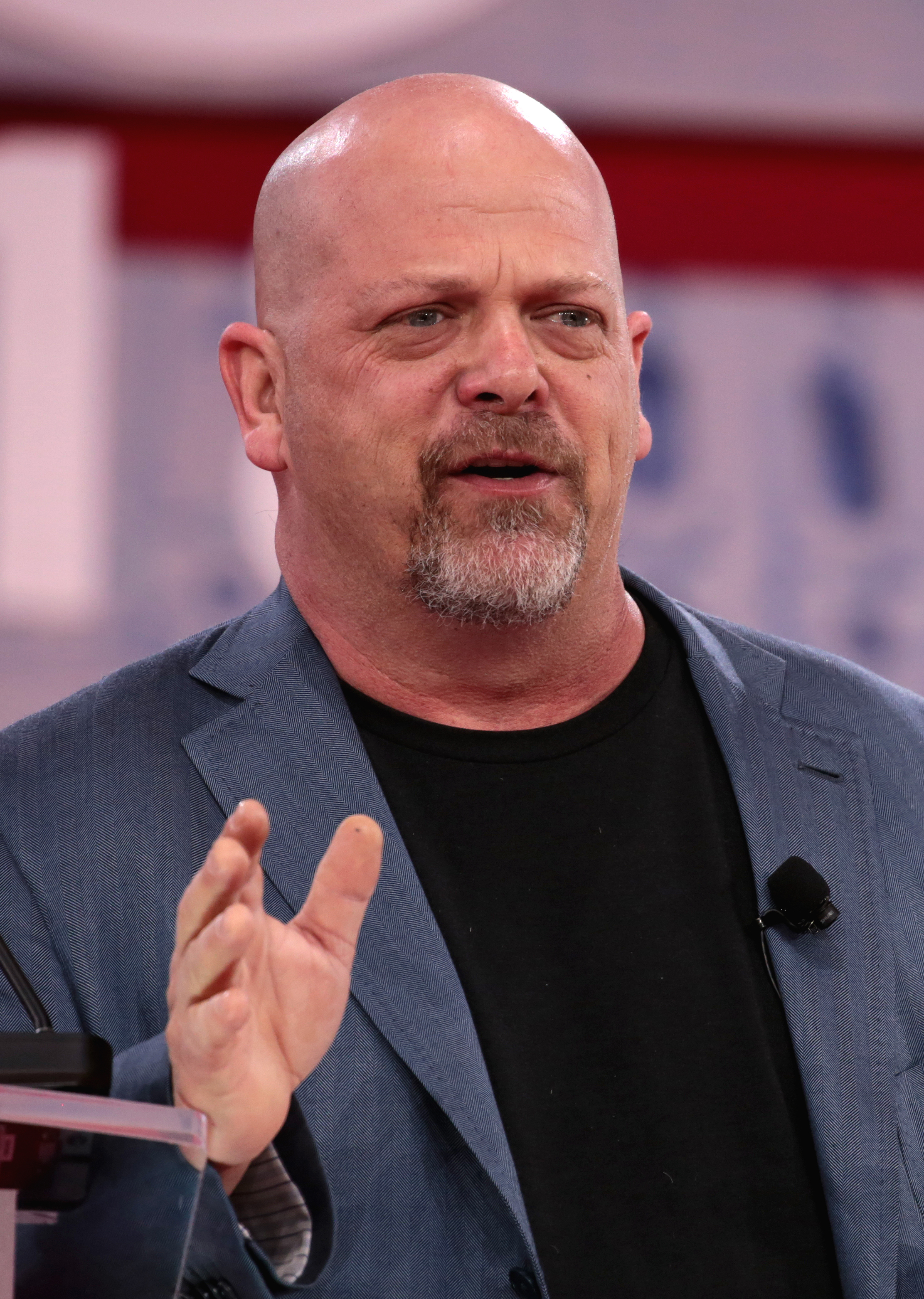
Rick Harrison

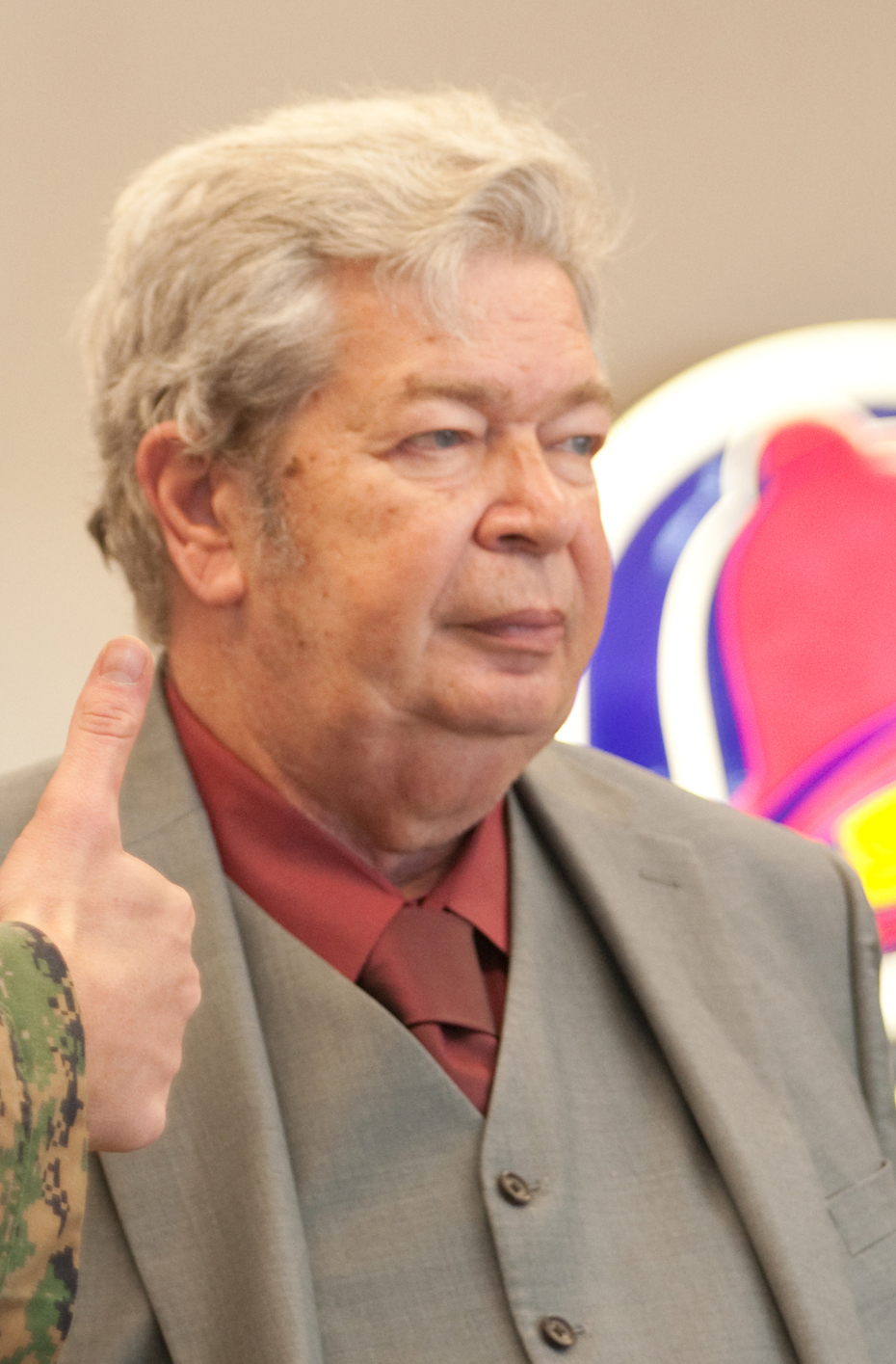
Richard Benjamin "il Vecchio" Harrison

Il programma è ambientato in un negozio dei pegni di Las Vegas, il Gold & Silver Pawn Shop. Qui Richard Harrison "il Vecchio", insieme a suo figlio Rick "la Volpe", suo figlio Corey "lo Smilzo" e Austin "Chumlee" Russell dovranno cercare di valutare in ogni puntata gli oggetti proposti, per poi acquistarli, se necessario restaurarli e successivamente ricavarci qualcosa. Capita tuttavia che l'acquisto non vada a termine, il più delle volte per l'impossibilità di guadagno sull'oggetto. Il negozio opera 24 ore su 24 e conta circa 30 dipendenti. Vista la varietà degli oggetti proposti, il Gold & Silver Pawn Shop molto spesso si rivolge a esperti del settore come Dana Linett, esperto di manufatti storici americani, Tony Dee, esperto di armi da fuoco, Jesse Armoroso, esperto di strumenti musicali e diversi calligrafi tra cui Brenda Anderson. La serie descrive le interazioni del personale con i clienti, le trattative per l'acquisto degli oggetti, il background storico degli oggetti e i conflitti interpersonali tra il proprietario del negozio e i commessi.
In alcune puntate della serie sono apparsi personaggi famosi quali Bob Dylan, Jeremy McKinnon, Meredith Vieira, gli Oak Ridge Boys, George Stephanopoulos, Matt Kenseth, Steve Carell, Mick Foley e Roger Daltrey.
I titoli di testa di ogni puntata vedono Rick Harrison recitare la seguente introduzione:
Anche se sono i gioielli gli articoli più comunemente portati al Gold & Silver Pawn Shop, la maggior parte degli avventori apparsi nelle varie puntate ha portato al negozio una vasta gamma di oggetti d'antiquariato, curiosità, e rarità varie, facendo salire l'inventario degli oggetti posseduti dal negozio a circa 12.000 articoli al luglio 2011 (5.000 dei quali custoditi solo in pegno). Ogni episodio consiste in spezzoni dedicati approssimativamente a cinque o sei contrattazioni, nelle quali Harrison, il figlio Corey, o il padre di Harrison, Richard, spiegano la storia che si cela dietro ogni oggetto. Le contrattazioni hanno uno schema fisso ricorrente: i clienti (che a volte compaiono in più puntate) portano un oggetto nel negozio, uno della famiglia ne valuta il valore o, se indeciso, chiama un esperto a valutarne il reale prezzo di mercato. Poi viene chiesto alla persona proprietaria dell'oggetto quanto vorrebbe ricavarne vendendolo oppure impegnandolo. Il cliente fa la sua richiesta alla quale segue l'inevitabile contrattazione con il negoziante che contemporaneamente gli illustra le ragioni della propria offerta. Raggiunto l'accordo tra le parti (cosa che non sempre avviene) si "firmano i documenti" della vendita. Le storie dei rapporti interpersonali tra Harrison, Corey, il Vecchio, e il dipendente Austin "Chumlee" Russell, amico d'infanzia di Corey, fanno da sfondo a ogni puntata.

## Cast

### Membri principali dello staff

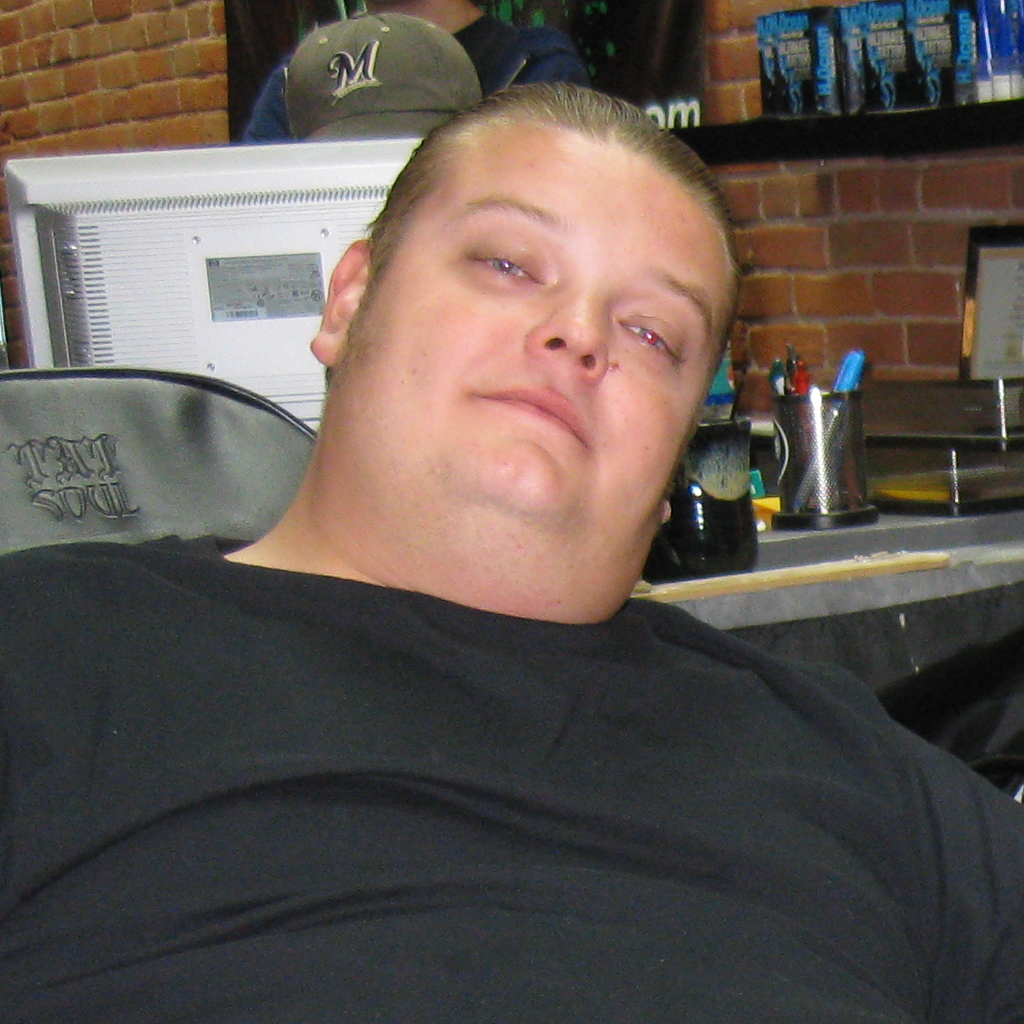
Richard Corey Harrison nel 2010

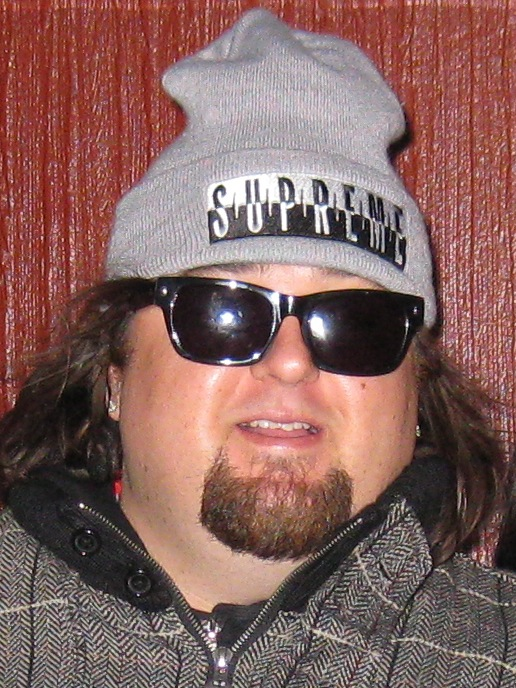
Austin "Chumlee" Russell nel 2014

- Richard Kevin "Rick la Volpe" Harrison – Cofondatore/proprietario del negozio. È il figlio del "vecchio" Richard e padre di Corey "lo Smilzo". Iniziò a lavorare nel settore dei banchi di pegno all'età di 13 anni.[4] Rick fondò il Gold & Silver insieme al padre nel 1988, a 23 anni.[4] Dato che il Gold & Silver era l'unico banco dei pegni a conduzione familiare di Las Vegas, Rick lasciò la scuola superiore perché si era reso conto di poter guadagnare $2,000 a settimana vendendo borse di Gucci false.[4] Avido lettore fin dall'infanzia, è un appassionato di storia ed in particolare della storia degli Stati Uniti d'America e della Marina britannica.[5] Si è guadagnato il soprannome di "volpe" per il suo acume negli affari. Nella versione italiana la sua voce è prestata da Gianluca Tusco.
- Richard Benjamin "il Vecchio" Harrison[6] – (4 marzo 1941 - 25 giugno 2018),[7] era il padre di Rick e il nonno di Corey, e cofondatore/proprietario del negozio, che aprì nel 1988,[8] insieme al figlio Rick. Normalmente si faceva riferimento a lui chiamandolo con il suo soprannome, "il Vecchio",[9] che acquisì già all'età di 38 anni, secondo quanto da lui stesso riferito nel corso di una puntata della serie. Originario di Lexington, nella Carolina del Nord,[10] era sempre il primo a presentarsi in negozio la mattina presto,[11] e non si è mai preso un giorno di malattia sin dal 1994.[12] È stato un veterano della Marina militare statunitense. Aveva una particolare predilezione per i giocattoli antichi e per le automobili, mostrando interesse verso ogni tipologia di auto, e possedeva una rara Chrysler Imperial del 1966 che suo figlio e suo nipote hanno fatto restaurare per lui in occasione del suo cinquantesimo anniversario di matrimonio.[13] Nella versione italiana la sua voce era prestata da Diego Reggente. In una puntata della serie andata in onda negli Stati Uniti il 31 luglio 2017, viene menzionato il fatto che "il Vecchio" si è ritirato dal negozio per andare in pensione. Afflitto da diversi anni dalla malattia di Parkinson, Richard Benjamin Harrison è morto il 25 giugno 2018.[14][15]
- Richard Corey "lo Smilzo" Harrison – Figlio di Rick e nipote di Richard,[16] lavora al negozio da quando aveva 9 anni, dove la sua prima occupazione fu quella di pulire i gioielli.[17][18][19] Attualmente è diventato parte della dirigenza del locale e partecipa in prima persona alle contrattazioni, coordinando il lavoro di circa trenta dipendenti. Corey spesso entra in conflitto con il padre e il nonno circa le sue capacità di fare affari e di valutare gli investimenti, e le sue responsabilità come manager del negozio. Fortemente in sovrappeso, a seguito di un intervento di bypass gastrico nel 2010 e del successivo cambio di abitudini alimentari, il peso di Harrison è sceso da 166 kg a circa 116 kg nel luglio 2011.[20] Nella versione italiana la sua voce è prestata da Simone Crisari e successivamente da Paolo Vivio.
- Austin "Chumlee" Russell[21] – Amico di Corey, già impiegato da 5 anni nel negozio all'epoca dell'inizio della prima stagione della serie,[22][23] iniziò a lavorarvi all'età di 21 anni.[24] Chumlee ricevette il suo soprannome a 12 anni dal padre di un suo amico, che lo battezzò così per via della sua somiglianza con il tricheco della serie animata Franc Frac e Giancanino.[21][25][26][27] Nel locale è spesso impiegato per lavori di secondo piano, come provare gli articoli acquistati, caricarli,[26] e portarli ai clienti che ne fanno richiesta.[28] Viene spesso fatto oggetto di scherzi da parte degli altri per la sua supposta scarsa intelligenza ed incompetenza,[26] venendo anche definito talvolta "l'idiota del villaggio".[22][27][29] Chumlee risponde alle critiche dicendo di essere sottovalutato, e portando come argomenti a suo favore la sua abilità come giocatore di flipper e la vasta conoscenza in materia di scarpe da ginnastica. A seguito del successo del programma, Russell fondò una propria azienda che si occupa del commercio di vari articoli, incluse delle magliette. Nel 2010 vendette metà della compagnia a Harrison per 155 000 dollari, facendolo diventare suo socio, per rendere più efficiente la vendita dei suoi prodotti[30]. Nell'agosto 2013 Chumlee è stato il soggetto di una burla su internet che lo dava per morto a causa di un'overdose di marijuana.[31]  Nella versione italiana la sua voce è prestata da Daniele Raffaeli.

### Membri secondari dello staff
- Danielle "Peaches" Rainey – È una delle commesse del negozio e nipote di Rick. Nell'episodio Rope a Dope, viene rimproverata e punita per i suoi continui ritardi sul posto di lavoro con l'obbligo di fare il turno serale al negozio in compagnia di Chumlee, evidentemente invaghito di lei data la sua avvenenza. Aiuta Rick ad esaminare uno scatolone pieno di vecchi numeri della rivista Playboy nella puntata Peaches & Pinups, nonostante la sua repulsione per la materia in questione.
- Olivia Black[32] – Viene assunta nel corso della quinta stagione come impiegata serale part-time. È una delle impiegate maggiormente favorite da Corey e Chumlee grazie alla sua avvenenza, quando esaminano le candidature per il posto nell'episodio Learning the Ropes. Il 19 dicembre 2012 è stata licenziata dallo show a seguito della scoperta del suo passato come modella di nudo per il sito softcore SuicideGirls nel 2008.[33][34] Sebbene licenziata dalla serie, la Black non è stata licenziata dal negozio fino a qualche mese dopo, quando ha dato le dimissioni. Ha fatto nuovamente una apparizione su SuicideGirls, posando per un nuovo servizio fotografico sexy, quattro giorni dopo il licenziamento dalla trasmissione.[35]
- Antwaun Austin[36][37] – Enorme buttafuori, membro della sicurezza.[36] Abitualmente si scorge sullo sfondo seduto di fianco alla porta, e talvolta si occupa di vendere magliette ai clienti, o di aiutarli a trasportare oggetti pesanti acquistati nel negozio. Naturalmente quando si rende necessario, allontana dal locale clienti facinorosi e/o polemici. Nella puntata Flight of the Chum, per esempio, interviene quando un cliente si arrabbia dopo che Rick lo aveva informato del fatto che la sua statua Pegaso e Perseo portata al negozio era un falso. Partecipa attivamente a una puntata della serie in maniera significativa per la prima volta nel corso della quarta stagione nell'episodio Teacher's Pet, nel quale viene rivelato che lavora al negozio dei pegni da tre anni.[36]
- Johnny – Meccanico, esperto in auto da corsa e altri oggetti sportivi da collezione.[38]
- Scott – È uno degli impiegati part time del Gold & Silver Pawn Shop, e passa la maggior parte del tempo a vendite all'asta dove acquista oggetti da rivendere a Rick che poi li mette in vendita nel negozio.[39]
- Andy  – Responsabile della sicurezza. La sua prima apparizione di rilievo avviene nel corso della sesta stagione del programma nella puntata Shekel and Hyde.[40]

### Esperti ricorrenti
Diversi specialisti del settore vengono frequentemente chiamati per dare il loro parere professionale sugli articoli portati al banco dei pegni, al fine di valutarne veridicità e valore. La seguente lista elenca esperti apparsi almeno in due o più puntate della serie.
- Mark Allen - Esperto e collezionista di oggetti del vecchio west, è il proprietario del Wild West Arts Club e del Western Stage Props.[41][42][43][44][45]
- Brenda Anderson - Esperta di calligrafia, è la proprietaria dell Expert Handwriting Analysis.[46][47]
- Jesse Amoroso - Esperto in strumenti musicali a corda, è il proprietario del negozio Cowtown Guitars.[48][49][50]
- Joe Ashman - Esperto di armi da fuoco, è il proprietario del Ashman's Pioneer Market di Fillmore, nello Utah.[51][52]
- Jemison Beshears - Esperto di armi antiche.[53][54]
- Jeremy Brown - Esperto in cimeli sportivi, è il proprietario del Ultimate Sports Cards & Memorabilia.[55][56]
- Alex Cranmer  - Già attore, la sua presenza è ricorrente come esperto di armi ed esplosivi.
- Rick Dale - Restauratore di auto, moto, ed oggetti in metallo in generale, è il proprietario del negozio Rick's Restorations. La sua carismatica presenza ha generato lo spin-off Missione restauro.[57][58][59]
- Tony Dee - Esperto di armi da fuoco antiche, dipendente del The Gun Store.[60]
- Bob Demel - Esperto di armi antiche, oggetti militari e antichità, è il proprietario del negozio Antiques, Arms & Armor Historical Investments.[61]
- Ferdinand Geitner - Esperto orologiaio, proprietario del Montecito Clock Gallery.[62][63]
- Craig Gottlieb - Esperto di armi e oggetti militari, proprietario del Craig Gottlieb Military Antiques.[64][65]
- Mark Hall-Patton - Detto "La barba della conoscenza", esperto di storia e oggetti del ventesimo secolo, amministratore del Clark County Heritage Museum e del Howard W. Cannon Aviation Museum.[66][67][68]
- Jonathan "Johnny" Jimenez - Esperto in giocattoli, è il proprietario del Toy Shack di Las Vegas.[69][70]
- Danny "The Count" Koker - Esperto in restauro di motociclette ed automobili, proprietario del Count's Kustoms ha generato lo spin-off Macchine da soldi.[71][72][73]
- Wally Korhonen - Esperto nel restauro d'automobili, proprietario del Rusty Nuts Rods and Customs.[41][74][75]
- Dana Linett - Esperto in storia americana, presidente dell'Early American History Auctions.[76][77][78]
- Mark Logan - Esperto in auto d'epoca, presidente del Nevada Classics, Inc. and Shelby Cars Northwest.[79][80]
- Drew Max - Esperto calligrafico in documenti forensi, titolare del Authentic Autographs Unlimited.[81][82][83]
- Paul Milbury - Proprietario del Military Historical Arms & Antiques, esperto di storia militare dal 1776 alla seconda guerra mondiale.[84]
- Sean Rich - Specializzato in armi antiche ed armature, titolare del Tortuga Trading Inc.[85][86][87]
- Rebecca Romney - Esperta in libri rari, manoscritti e documenti dal XV al XXI secolo, e manager della Las Vegas Gallery of Bauman Rare Books.[88][89][90]
- Murray SawChuck - Prestigiatore professionista e storico della magia, proprietario del Murray Productions Inc.[91]
- Matthew C. Shortal - Esperto di Aviazione, Marines e Marina militare statunitense.[92]
- Jay Tell - Esperto in monete antiche, stampe, medaglie, titolare del Americana Stamp & Coin Galleries.[93][94]
- Bill Ybarzabal - Restauratore di barche, titolare del A1A Marine Tech.[95][96]
- Brett Maly - Esperto di arte, direttore di Art Encounter.

### Clienti ricorrenti
- Mike - soprannominato Il Gigante, è il cliente più presente essendo apparso in ben 6 episodi.

## Produzione

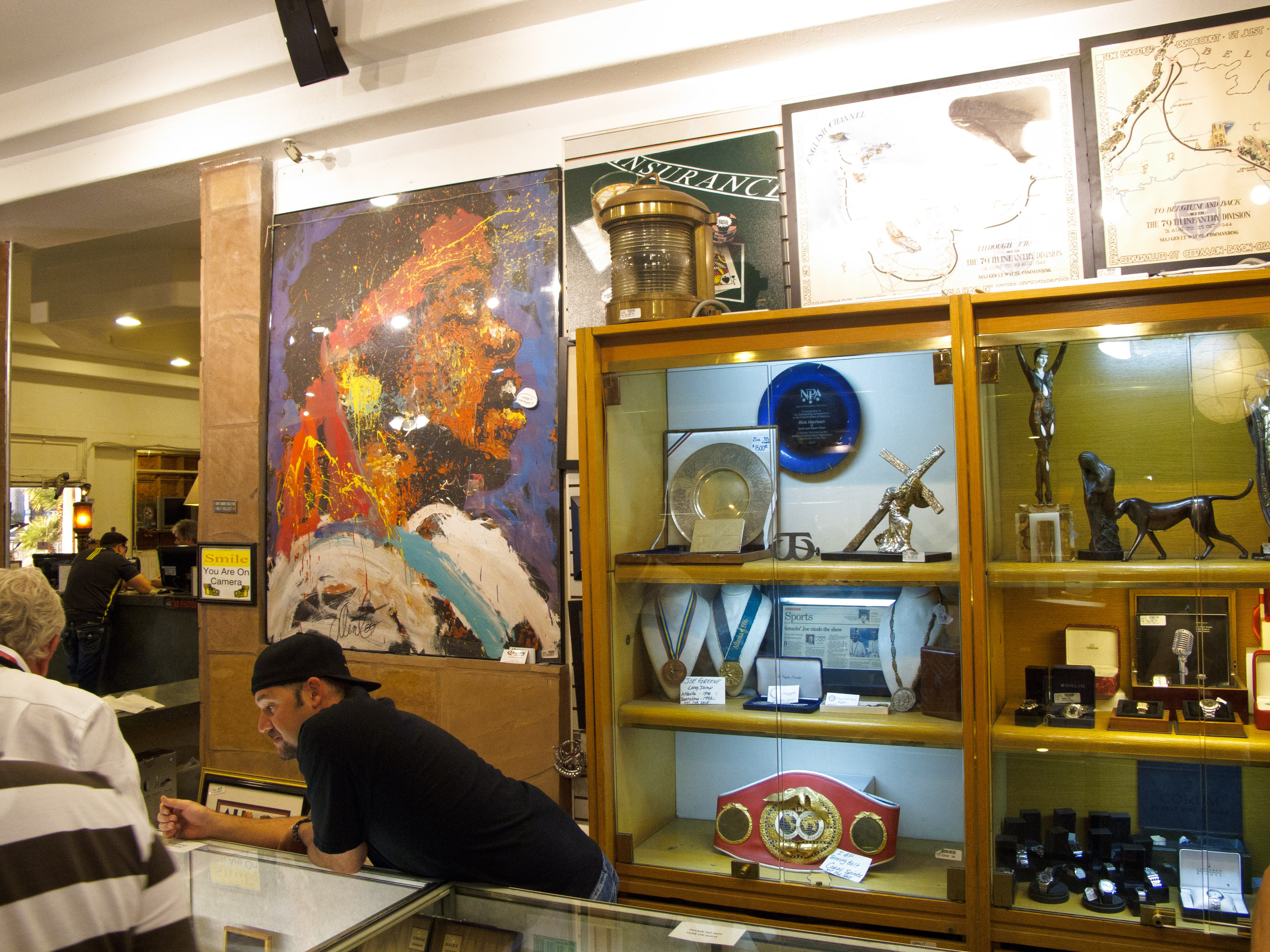
Interni del negozio

L'idea per Affari di famiglia venne a Brent Montgomery e Colby Gaines della Leftfield Pictures, che erano rimasti colpiti dalla particolarità e dall'eclettismo di un negozio di pegni situato a Las Vegas durante un fine settimana di vacanza nella città nel 2008. Pensando che negozi come questi potessero contenere personaggi unici, si misero in cerca di un negozio dei pegni a conduzione familiare da mettere al centro di una serie TV, e lo trovarono nel Gold & Silver Pawn Shop situato a meno di due miglia dalla Las Vegas Strip, il cui proprietario, Rick Harrison, aveva cercato per anni senza successo di creare uno show su quanto accadeva nel suo negozio. Il format del programma si evolse ben presto coinvolgendo gli altri membri della famiglia di Harrison che lavoravano al negozio. Il presidente del canale History, Nancy Dubuc, che era stata eletta per dare una connotazione più popolare e familiare alla programmazione dell'emittente che era stata accusata di incentrare troppo i programmi su tematiche belliche, acquistò la serie, che venne inizialmente intitolata Pawning History, prima che qualcuno dello staff della Leftfield suggerisse che Pawn Stars sarebbe stato più appropriato. Il network fu d'accordo, pensando che il nome fosse maggiormente in tema e più facilmente memorizzabile dal pubblico. Gli sceneggiatori aggiustarono le storyline del locale aggiungendo particolari poi rivelatisi di successo come le apparizioni dei vari esperti chiamati a valutare gli oggetti portati dai clienti al Gold & Silver, senza però interferire troppo nelle spontanee dinamiche familiari e nei quotidiani battibecchi dei proprietari.

## Spin-off
Dalla serie sono stati creati vari spin-off: 
- Missione restauro
- Affari di famiglia - Louisiana
- Affari di famiglia-UK
- Macchine da soldi
- Affari di famiglia - Il Quiz - Pawnography: è un game show, presentato da Christopher Titus dove Rick, Corey e Chumlee, sfidano due fan in tre turni di domande di cultura generale, mettendo in premio beni del negozio. Prima manche Corey e Chumlee sfidano i due fan; chi risponde a più domande acquisisce la possibilità di vincere il premio in oggetto e i soldi accumulati. Seconda manche: Rick sfida i due fan, chi vince va all'ultima manche con i premi e il denaro accumulato. Nell'ultima sfida gli Harrison sfidano il concorrente sulle stesse 10 domande risposte a turno in 60 secondi. A fine puntata, Rick Harrison offre allo sfidante un premio in denaro o uno dei beni in oggetto per convincerlo ad abbandonare il gioco. Se rifiuta l’offerta, il conduttore rivela i punteggi finali degli Harrison e dello sfidante rimasto: qualora il concorrente abbia dato più risposte esatte nell’ultimo gioco, vince i soldi e gli oggetti accumulati nei primi due turni. In caso di sconfitta, torna a casa a mani vuote. 2 stagioni per 30 puntate.
- Affari di famiglia - Best of: si vedono gli oggetti più famosi apparsi nelle serie e si scopre che fine hanno fatto.
- Ciao Vecchio!: un best of delle imprese di Richard Il Vecchio, in seguito alla sua morte, rivivendo alcuni momenti più divertenti della serie.

Tutti i primi quattro programmi sono basati sul lavoro di esperti e consulenti già conosciuti nelle puntate di Affari di famiglia.
I protagonisti di Affari di famiglia sono apparsi nella puntata Missione a Las Vegas (stagione 7 episodio 6) della serie televisiva ICarly.

## Dispute legali
Nell'ottobre 2012, la A+E Networks e History Channel, come anche i membri del cast dello show, furono citati in giudizio da Wayne Jefferies, un promoter di Las Vegas manager degli Harrison, che rappresentava loro e "Chumlee" Russell negli accordi d'affari inerenti alla trasmissione Tv di Pawn Stars, per "violazione degli accordi contrattuali". Jefferies, che aveva aiutato a lanciare la serie, affermò di essere stato messo da parte dopo il debutto dello show, che la sua influenza su di esso era stata progressivamente ridotta e di essere stato licenziato senza la promessa fatta, riguardante i profitti ricavati dallo show e dal merchandising della serie a essa collegato.